# 切尔克斯人

切尔克斯旗帜

切尔克斯人是一个西北高加索民族，阿迪格人的一个分支。主要分布在卡拉恰伊-切尔克斯共和国以及阿迪格共和国的四个村子：Khodz、Blechepsin、Koshekhabl和Ulyap。他們说卡巴尔达语切尔克斯方言。经济由农牧业、园艺构成
1780－1825年間，切尔克斯人由卡巴尔达移居切尔克斯地区。19世纪期間，沙俄取得鄂圖曼土耳其的配合，在西北高加索地區進行種族清洗，大批切尔克斯人移居或被驅逐至鄂圖曼土耳其境內，一些人遷到更南的敘利亚、约旦、巴勒斯坦和黎巴嫩定居。他們信仰逊尼派伊斯兰教。他们也有人做埃及的马木留克。他們是克里米亞韃靼人一族源，因其身形高挑且相貌出眾，也在土耳其帝國後宮很受歡迎。

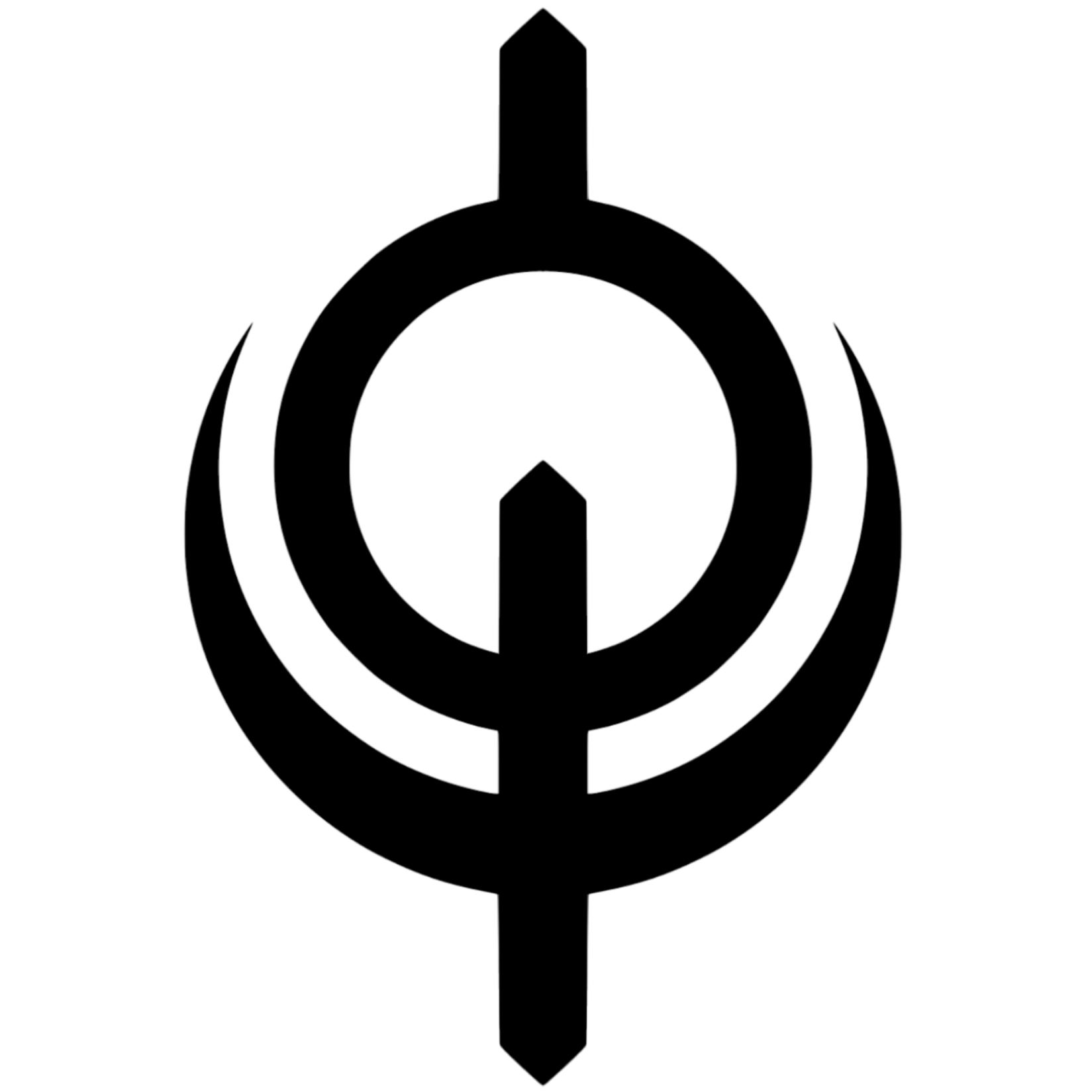
切爾克斯族象徵

## 名稱
元末明初陶宗儀所著作的《南村辍耕录》中認為色目人有三十一種。其中有叫徹兒哥的族群，對應今日所稱的切尔克斯人。在土耳其，「切尔克斯人」（Cherkess）泛指北高加索人。在沙俄時代，今日的切尔克斯人、阿迪格人（Adyghes）和卡巴爾達人（Kabards）本來被視為說同一種語言的同一個民族，俄羅斯人和土耳其人稱為Cherkess，譯為切爾克斯人，英文稱Circassians，譯為「切尔克西亚人」，而本民族的語言稱為「阿迪格人」。1920年代，蘇聯把該民族劃分為西部的切爾克斯人和東部的卡巴爾達人。到1930年代再重劃為西部的阿迪格人、中部的切爾克斯人和東部的卡巴爾達人。